# We Can’t Live Without Cosmos
We Can’t Live Without Cosmos ist ein russischer animierter Kurzfilm von Konstantin Bronsit aus dem Jahr 2014.

## Handlung
Zwei Freunde, die sich seit frühester Kindheit kennen und auch die Liebe zur Raumfahrt teilen, nehmen an einem einmonatigen Ausbildungstraining für Kosmonauten teil, wobei sie die Nummern 1203 und 1204 erhalten. Beide sind die Besten ihrer Gruppe, wobei sie in ihren Leistungen stets gleichauf liegen. Sie teilen sich ein Zimmer, gehen gemeinsam essen und spielen gegeneinander Schach. Abends lesen sie zusammen im Buch We Can’t Live Without Cosmos, das sie seit frühester Kindheit studiert haben.
Am Ende der Ausbildung sind beide die einzigen Kandidaten für den Einsatz im Weltraum. Der Mann mit Nummer 1203 kann schließlich an Bord gehen, während 1204 als Ersatzmann auf der Erde bleibt. Nach kurzer Zeit im Weltall verunglückt das Raumschiff und 1203 stirbt. Sein Freund bricht zusammen und wird in seinem Raumanzug steckend zurück in seinen Ruheraum gebracht. Das Bett von 1203 nimmt kurze Zeit später ein neuer Auszubildender ein. Da 1204 starr zu sein scheint, sich der Raumanzug aber auch nicht öffnen lässt, wird der Anzug geröntgt. Es zeigt sich, dass sich 1204 im Anzug schützend zusammengerollt hat. Wenig später sehen die Betreuer ihn auf der Startrampe stehen und in die Höhe springen – 1204 wird nun im Anzug per Zwangsjacke ruhiggestellt. Nachts stellen die Betreuer fest, dass der Anzug leer ist. In der Decke ist der Umriss eines Menschen zu erkennen: 1204 ist durch die Decke ins All gesprungen. Man sieht ihn schließlich im All schweben, bis ein Astronautenarm ins Bild kommt und 1204 am Arm fasst.

## Produktion
We Can’t Live Without Cosmos war der erste Animationsfilm Konstantin Bronsits seit Lavatory Lovestory aus dem Jahr 2006. Der Film entstand im Animationsstudio Melnitsa in Sankt Petersburg, dessen künstlerischer Leiter Bronsit ist. Die Animation erfolge in 2D, als Kombination von Zeichnung auf Papier und Computeranimation. Das Design stammt von Roman Sokolow. Im Film wurde ein Ausschnitt aus Georgi Swiridows Zeit, vorwärts! verwendet.

## Auszeichnungen

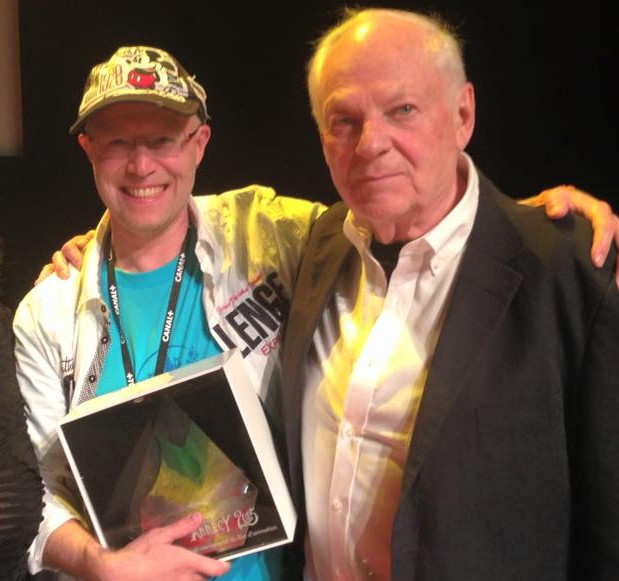
Konstantin Bronsit (l.) 2015 mit dem Cristal d’Annecy

Auf dem Hiroshima Kokusai Animation Festival lief der Film 2014 im Wettbewerb um den Grand Prix.
Im Juni 2015 gewann Bronsit für We Can’t Live Without Cosmos den Cristal d’Annecy für den besten animierten Kurzfilm und erhielt den Großen Preis auf dem Animafest Zagreb. Der Film wurde zudem für einen Nika als Bester Animationsfilm nominiert. Auf dem San Francisco International Film Festival erhielt der Film eine Nominierung für den Golden Gate Award als Bester animierter Kurzfilm. We Can’t Live Without Cosmos wurde auf der Tōkyō Kokusai Anime Fair mit dem Großen Preis und dem Tokyo Metropolitan Governor Prize im Bereich Kurzfilm ausgezeichnet.
Am 14. Januar 2016 wurde der Film in der Kategorie Bester animierter Kurzfilm für einen Oscar nominiert.